# Traktatselskab
Et traktatselskab udsender billige småskrifter – ofte med
religiøst indhold – som i pointeret form søger at få mennesker i tale.
Allerede på reformationstiden brugte man
traktaten. I 1700-tallet benyttede John Wesley (1703-1791)
denne metode til systematisk at vække mennesker åndeligt.
1796 stiftedes i Edinburgh det første
traktatselskab, og 1799 kom det banebrydende
Religions tract society i London, der blev forbillede
for andre traktatselskaber, således Wupperthaler Traktatselskab i
Tyskland 1814. (Wupperthaler Traktat-Gesellschaft / Wuppertaler Traktat-Gesellschaft,)
Wichern benyttede også meget traktater.
I Sverige har i nyeste tid Diakonistyrelsen,
i Norge Luthersk Bokmission i Bergen
og i Danmark Indre Mission og Tænk selv virket som traktatselskaber.